# تالار اپرای سلطنتی لندن
تالار اپرای سلطنتی لندن (به انگلیسی: Royal Opera House) محل اجرا و انجام عمدهٔ اپرا و برنامه‌های هنری در «کاونت گاردن» است که در مرکز لندن قرار دارد. این بنای بزرگ اغلب، به خاطر استفادهٔ قبلی از این مکان برای ساختن «تالار اپرا» در سال ۱۷۳۲، از آن با نام ساده‌تر «کاونت گاردن» یاد می‌شود. این سرا، تالار اپرای سلطنتی، بالهٔ سلطنتی، و ارکستر اپرای سلطنتی است. این بنا در صد سال اول از تاریخ خود یک نمایش خانه به نام «تئاتر سلطنتی» بود. باله برای اولین بار در سال ۱۷۳۴ ارائه شد. یک سال بعد، فصل اول اپرای جرج هندل در آنجا آغاز شد. هندل بسیاری از اپراها و ارتوریوهای خود را ویژهٔ اجرا در «کاونت گاردن» نوشته شده بود و برای نخستین بار در آنجا اجرا کرد.
به دنبال آتش‌سوزی‌های سال‌های ۱۸۰۸ و ۱۸۵۶، ساختمان فعلی تالار اپرای سلطنتی لندن سومین بنای تئاتر در این مکان است. تنها دیرینگی (قدمت) نمای ساختمان، سرسرا، و تالار کنفرانس است که به سال ۱۸۵۶ بر می‌گردد، اما تقریباً هر قسمت دیگر از مجتمع بنای حاضر از بازسازی‌های گسترده در دههٔ ۱۹۹۰ است. تالار اپرای سلطنتی لندن دارای ۲٬۲۵۶ صندلی است و متشکل از چهار ردیف از غرفه‌ها و بالکن‌ها و گالری سالن آمفی تئاتر است. صحنهٔ تئاتر ۱۲٫۲۰ متر عرض و ۱۴٫۸۰ متر ارتفاع است. سالن اصلی در فهرست ساختمان‌های تاریخی بریتانیاست.

## نگارخانه

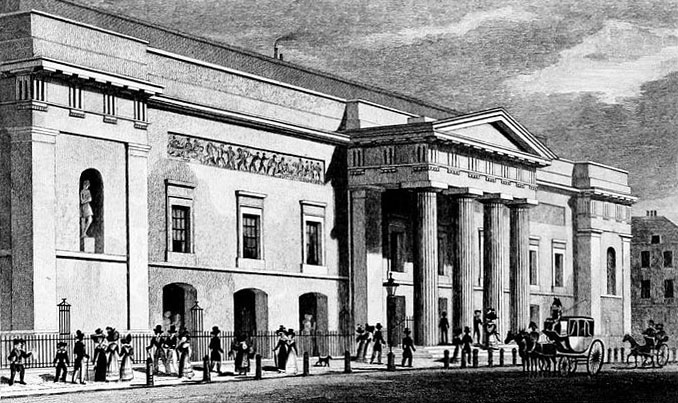
نمای خارجی تئاتر سلطنتی کاونت گاردن در ۱۸۰۹–۱۸۲۸